# American Rhapsody (composition)
Pour les articles homonymes, voir American Rhapsody (homonymie).
American Rhapsody est une composition pour accordéon à touches piano de John Serry de 1955. Elle a été transcrite pour accordéon à basses chromatiques en 1963 et pour le piano en 2002. Le compositeur a été inspiré par les œuvres orchestrales de George Gershwin.

## Histoire
La pièce a été publiée dans sa version originale pour accordéon à basses standards par Alpha Music Company en 1957. En combinant des techniques de composition généralement associées à la musique classique et à celles identifiées avec le jazz, cette pièce est un exemple du genre jazz symphonique avec l’accordéon de la basse stradella en tant qu’instrument solo. Son édition révisée pour accordéon basse gratuite est remarquable dans le but d’illustrer la polyvalence de l’instrument. En outre, il rend hommage à la musique sud-américaine en incorporant un rythme clairement latino-américain (Latin Jazz) dans la séquence Dance. Le travail est également remarquable dans la mesure où il représente un effort de la part d'un accordéoniste accompli pour composer un instrument pour lequel relativement peu d'œuvres classiques ont été achevées au début du XXe siècle en Amérique ,.
La composition a été publiée dans sa version originale pour accordéon solo Stradella Bass System par Alpha Music Company en 1957. Elle a été créée dans sa version pour accordéon à basses chromatiques (Accordéon Basse Gratuite « Bassetti » par Julio Giulietti) dans un concert organisé par l'Orpheus Glee Club à Flushing (New York) en décembre 1963. Il fut ensuite interprété par un élève du compositeur (Joseph Nappi) pour le premier concert annuel de l'Association des accordéons de Long Island en 1964 à New York. Il a finalement été transcrit par le compositeur pour piano solo en 2002 et est décrit dans sa version révisée pour piano. Des exemplaires de l'œuvre ont été donnés au profit de chercheurs et d'étudiants de la Bibliothèque de Musique Sibley de l’École de musique Eastman à des fins d'archivage au sein du Département des Collections Spéciales de Ruth T. Watanabe (John J. Serry Sr. Collection).

## Analyse
La composition est composée de quatre parties indépendantes : 
- Partie I : Introduction and Blues (Maestoso) ;
- Partie II : The Dance (Allegretto ben ritmato) ;
- Partie III : The Dream (Andante Sostenuto) ;
- Partie IV : Finale : The Awakening (Vivace).

### 1. Maestoso -Introduction and Blues
Le premier  Introduction and Blues  est marqué en 3/4 dans la clé de Si bémol et est marqué Maestoso. L'accord d'ouverture est présenté avec audace comme octaves dans la voix haute et a immédiatement fait écho dans la voix basse à plusieurs reprises. Ceci est suivi de « The Blues », qui est inscrit dans les deux tiers du temps dans la même tonalité que «Introduction» mais qui est marqué Andantino.
Le thème principal est maintenant développé (E Poco Robato) à la fois dans les voix de basse et de voix aiguë. L'inter-partage des deux voix qui s'ensuit donne lieu à un arpège soutenu trille et marqué A Piacore par le compositeur, puis récapitulés seuls à la voix de basse. Ceci est suivi par une série de modulations chromatiques accords à partir de la touche de Mi bémol majeur qui renvoie à la clé de Si bémol. La section se termine par une cascade de huitièmes notes présentées comme une superposition aux échos du thème principal répété à la basse.

### 2. Allegretto ben ritmato-The Dance
La deuxième partie de la composition est une « Danse » inscrite 4/4 dans la tonalité de Ré majeur et est marquée Allegretto Ben Ritmato avec Bougoes ou Maracas. La section s'ouvre avec une ligne mélodique à la basse synchrone avec le développement de la voix dans les aigus. Cela aboutit à une brève cadence dans la clé de Fa majeur et l'apparition d'une dissonance pour le point culminant. Une série de seizième note s'épanouit dans la voix triple. Ceci est suivi par une série de modulations d’accord marquées Furioso qui annonce l’apparition de la séquence Dream.

### 3. Andante sostenuto -The Dream
La troisième section s'intitule Le rêve et est inscrite 4/4 fois dans la tonalité du Do majeur marquée Andante Sostenuto. Il incarne une récapitulation du thème principal qui est le marqueur Molto Legato. La récapitulation s'accompagne d'un changement important en Fa majeur. Il se termine par le thème principalement exprimé en octaves et par une récapitulation conduisant à la touche de Do majeur, marquée Allegretti Scherzando.

### 4. Vivace -Finale: The Awakening
La dernière section s'intitule The Awakening et est initialement enregistrée dans la tonalité de Do majeur marquée Vivace. Il s’agit d’une section qui s’ouvre sur une série de notes d’époque se terminant par la clé de Si bémol. Ici, le thème principal de la séquence The Dance est reformulé et aboutit à un arpège final résonnant à la basse.

## Archive
La John J. Serry Sr. Collection de l'Eastman School of Music - Sibley Music Library: Les Collections Spéciales Ruth T. Watanabe contiennent:
- Une copie de la partition publiée d' American Rhapsody pour accordéon solo (1955, Alpha Music Co.)[4],[5]
- Une transcription révisée d' American Rhapsody pour piano solo (1985)[6],[7]
- Un enregistrement d' American Rhapsody de John Serry à l'accordéon (vers les années 1960)[8],[9].